# キュンリッチ (ウェセックス王)
キュンリッチ（Cynric）は、ウェセックス王国の第2代の王。「キュンリッチ」という名前は「王の親族」という意味である。彼の記述はアングロサクソン年代記（以下「年代記」）にのみ書かれている。現在の英語ではシンリックと呼ばれることが多い。日本語ではキンリクとも書かれる。

## 概要

### アングロサクソン年代記での記述およびその考察
年代記によると先王チェルディッチとともにブリテン島に上陸し、ウェセックス王国を創設したと伝えられるが、チェルディッチと同様に存在自体に史的な裏づけが乏しい。在位は534年から560年とされているが、これにも異論がある。
ここでは彼はチェルディッチの息子とされているが、それと同時に書かれている王朝の在位王の列記では彼はチェルディッチの息子クレオダ(Creoda of Wessex)の息子、すなわち彼の孫とされており、一致していない。
彼の治世にウェセックス王国はソールズベリー近郊のオールド・サラム(Old Sarum)を552年に攻略、556年には息子チェウリンとともにブリトン人と戦いベランブルフ（Beranburh、またはベラン・ビュルグ Beran Byrg）を攻略する。しかしながら、もし、この出来事の年代が正しければ、年代記に書かれた495年に彼がチェルディッチとともにブリテン島を上陸したという記述は正しくない事になる。

### 映画における配役
2004年の映画「キング・アーサー」ではキュンリッチ（映画ではシンリック）は父チェルディッチ（同じく映画ではセルディック）とともに敵役となっており、戦いでキュンリッチはランスロットに、チェルディッチはアーサーに殺された。